# Hydropedeticus vitiensis
Hydropedeticus vitiensis is een rechtvleugelig insect uit de familie krekels (Gryllidae). De wetenschappelijke naam van deze soort is voor het eerst geldig gepubliceerd in 1902 door Miall & Gilson.